# Productus
Productus Murchison è un genere di Brachiopodi estinti appartenente alla famiglia Productidae.
Sono fossili guida dei depositi marini del Carbonifero (il periodo ebbe inizio 360 milioni di anni fa e durò 74 milioni di anni).

## Descrizione
Presentano una conchiglia inequivalve di dimensioni medio-grosse, genicolata e allargata nella zona del cardine in due orecchiette laterali. La valva peduncolare (ventrale) è fortemente convessa, mentre quella brachiale (dorsale) spesso è piatta. L'ornamentazione esterna è costituita da coste e rughe, lievemente reticolate posteriormente. La valva peduncolare porta numerose spine cave, disposte in due file lungo il margine cardinale, che è lungo e diritto; si ritiene che tali spine avessero la funzione di ancorare l'esemplare al substrato fangoso su cui viveva.